# Biblioteca Metropolitana Emilio Lussu
La Biblioteca Metropolitana Emilio Lussu è una biblioteca di pubblica lettura della Città metropolitana di Cagliari, già Biblioteca Provinciale di Cagliari. Fa parte del Sistema Bibliotecario di Monte Claro che riunisce tutte le biblioteche dell'Ente.

## Storia
L'istituzione della Biblioteca Provinciale fu deliberata nel gennaio del 1962 col preciso scopo di «diffondere la lettura gratuita in tutti i centri della provincia». Il nucleo originario del patrimonio documentario, poco più di 3.000 libri, venne gestito inizialmente dalla Soprintendenza Bibliografica per la Sardegna la quale già a partire dal 1957 costituì la Rete provinciale di prestito di Cagliari. Come deposito centrale della Rete fu istituita una “Biblioteca popolare”, con sede a Cagliari in via Università 49 (nel 1957 la Soprintendenza era ancora unita alla Biblioteca universitaria di Cagliari, nella stessa persona erano assommati gli incarichi di Soprintendente e di Direttore della biblioteca).
Nel 1969 la biblioteca trova sistemazione nel quartiere di Villanova (Cagliari) e nel 1972 la Provincia di Cagliari ne assume la gestione diretta, amplia il proprio patrimonio documentario e apre al pubblico per la sola lettura e consultazione in sede.
Nel 1999, con l’approvazione del nuovo Regolamento, vengono codificati nuovi servizi come l’istituzione del servizio di prestito esterno, seppure inizialmente a pagamento. Nel 2001 si rafforza la nuova identità della Biblioteca Provinciale sempre più rivolta agli effettivi bisogni del cittadino: gratuità dei servizi, orario continuato e apertura il sabato e la domenica.
Il 2004 la biblioteca entra a far parte del Servizio Bibliotecario Nazionale  e viene avviata la catalogazione online di tutto il patrimonio librario.
Nel 2012 la Provincia di Cagliari intitola la Biblioteca Provinciale ad Emilio Lussu.
Il 30 giugno 2014 la biblioteca apre al pubblico nei locali ristrutturati di Villa Clara.

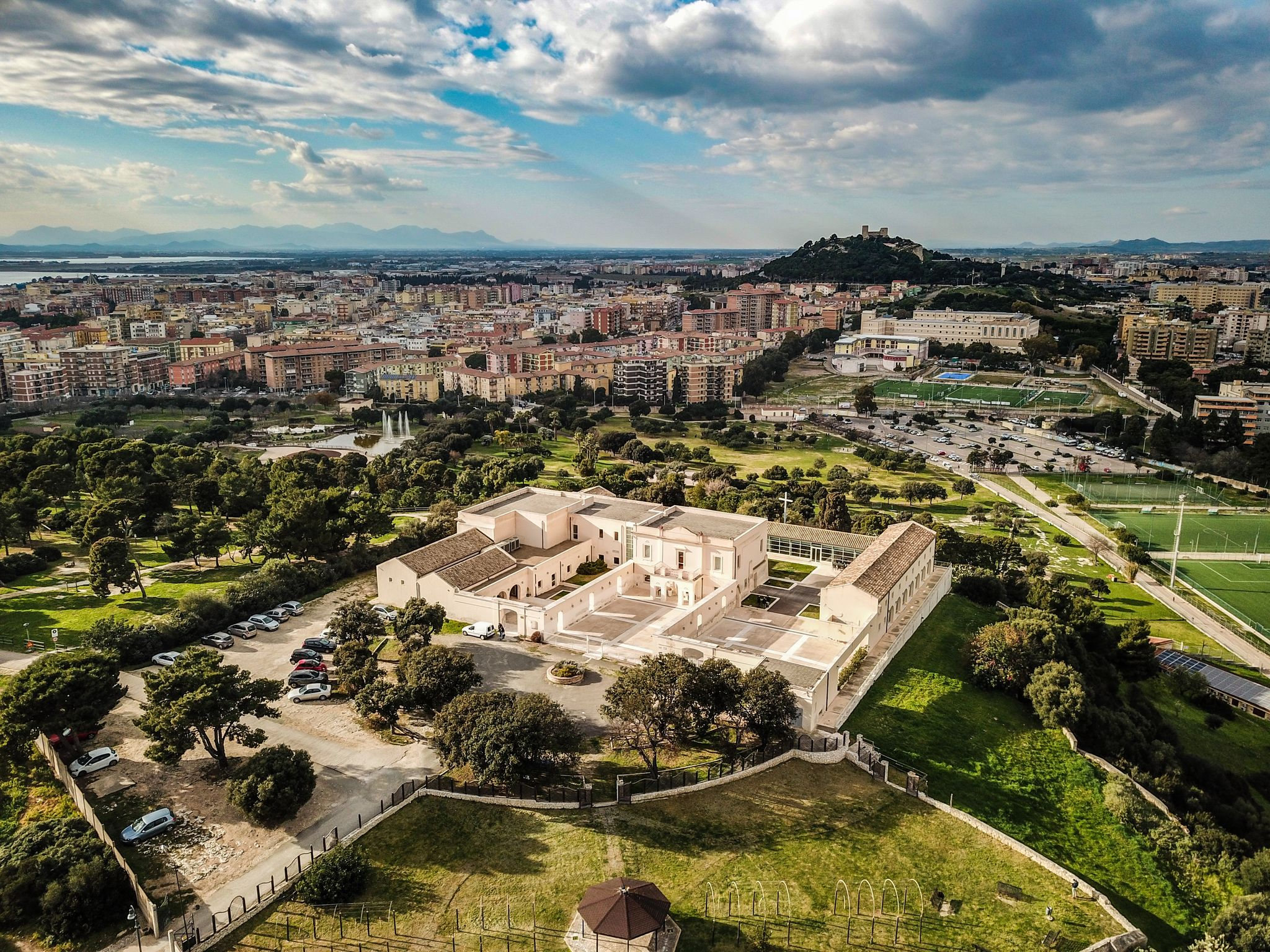
Villa Clara sede della Biblioteca Metropolitana Emilio Lussu

## La Villa Clara
La Villa Clara è situata sulla sommità del colle che dà nome al Parco di Monte Claro. La struttura originariamente era una casa colonica edificata a metà dell'Ottocento. La prima cartografia in cui si individua l'edificio è nel catasto Carlo de Candia del 1846 indicata semplicemente "villa". Nella carta des environs de la ville de Cagliari del gen. Alberto La Marmora pubblicata nel 1856, l'edificio viene indicato come Villa Boj. Negli anni successi la tenuta agricola passa di proprietà come attestato dai rilievi catastali e militari del 1885 che inviduano l'edificio come "Villa Ghiani". 
Nel 1900 viene progettato il Manicomio Provinciale che coinvolgerà l'intera collina di Monte Claro e tutte le sue pertinenze agricole incluso il "podere Villa Clara", come riportato nell'atto di vendita del 1904 per "l’erezione di un manicomio".

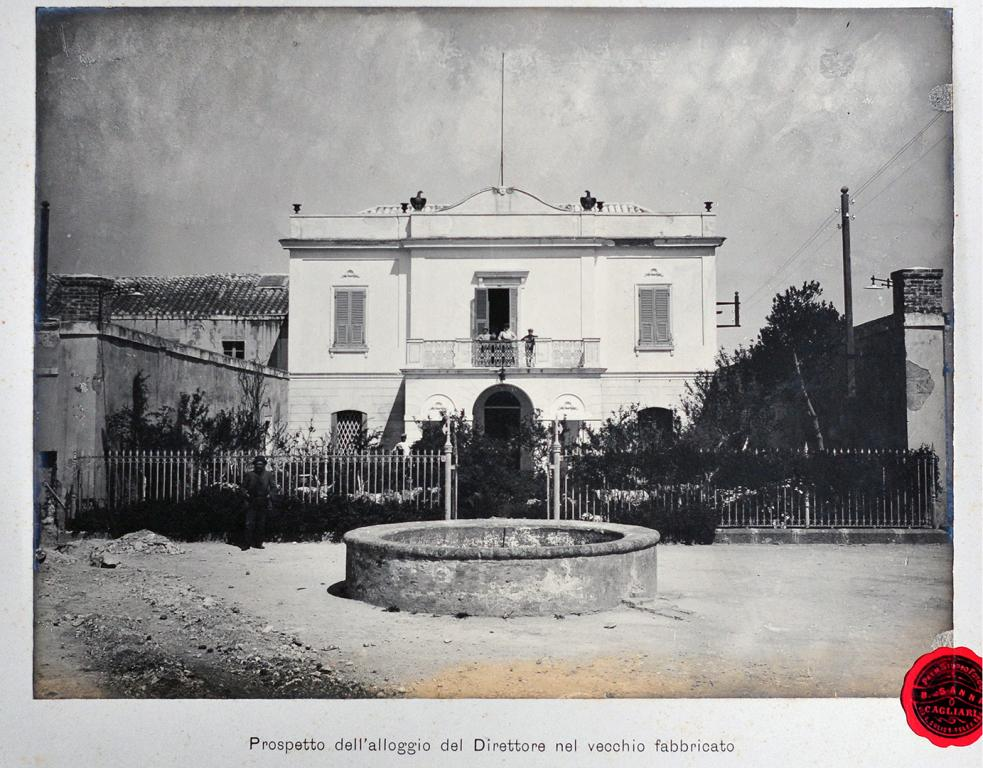

Il complesso psichiatrico apre nel 1907 e la villa, parzialmente trasformata con l'aggiunta di alcuni corpi, viene utilizzata negli anni come dimora del direttore e della sua famiglia, alloggio suore e per dormitorio e refettorio di una parte dei malati . .
Il complesso manicomiale viene chiuso gradualmente in seguito alla Legge Basaglia. Negli anni Ottanta alcune porzioni della villa sono utilizzate come deposito di beni della Provincia, mentre il corpo principale diventa la sede del neonato servizio di protezione civile, fino al 1999 quando viene trasferito in una altra struttura dell'ente.
La destinazione futura della Villa Clara a sede della Biblioteca Provinciale prende avvio nel 2001 con una prima ipotesi progettuale di recupero e di conversione dell'edificio. Nel 2009 partono i lavori di ristrutturazione grazie ad un finanziamento di fonte comunitaria da parte della Regione Autonoma della Sardegna. La nuova veste della Villa Clara di centro culturale metropolitano arricchisce l'utilità pubblica del parco urbano di Monte Claro. La biblioteca trova finalmente la migliore collocazione dopo essere stata confinata per oltre trent'anni in uno spazio privato che era originariamente destinato a garage condominiale.

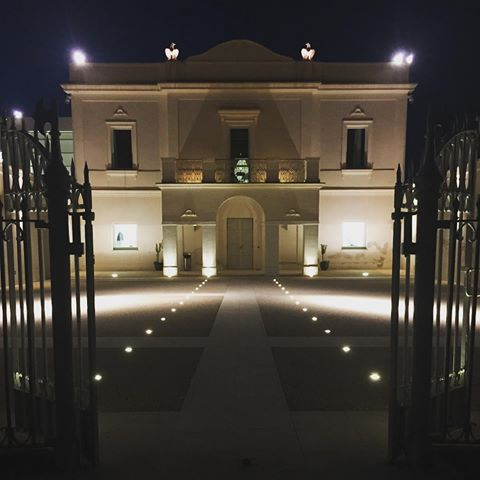
Villa Clara dopo il restauro

## La biblioteca
La nuova sede della Biblioteca Metropolitana Emilio Lussu, con i suoi 3.200 mq tra spazi interni e corti esterne, è in grado di accogliere oltre 260 postazioni di lettura e consultazione, mette a disposizione servizi innovativi come l’autoprestito e un sistema di movimentazione libraria tramite radiofrequenza. A disposizione del pubblico un patrimonio bibliografico di 91.686 volumi ed opuscoli; 1305 periodici, di cui 36 correnti, 827 documenti audiovisivi e 20 documenti cartografici.

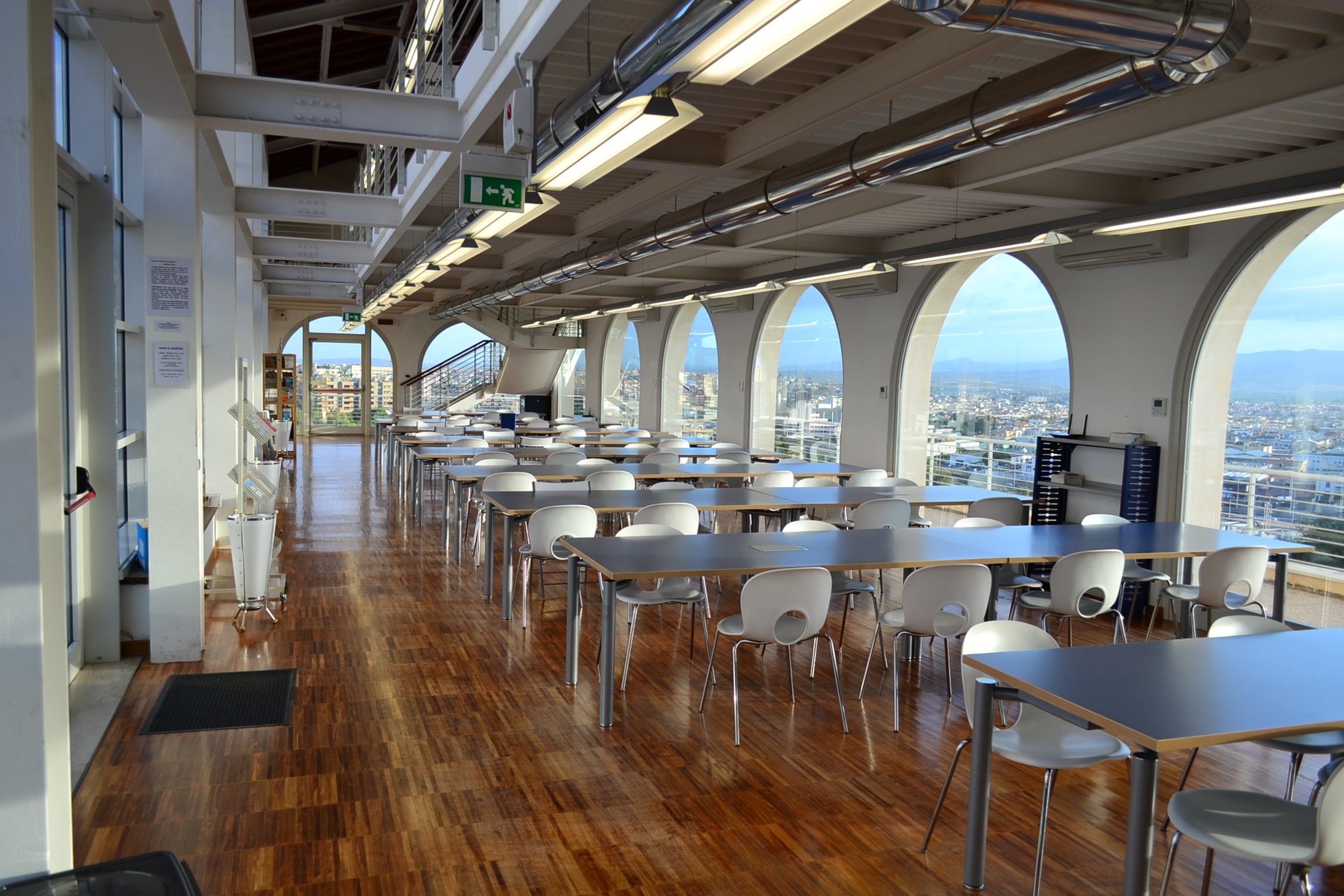
Sala lettura Grazia Deledda

La biblioteca è oggi un polo culturale dove trovano spazio convegni, mostre, concerti, spettacoli culturali, rassegne cinematografiche, visite guidate, laboratori e seminari, incontri con autori. Collaborazioni con scuole, Università, associazioni del territorio, operatori sociali e culturali, ASL.

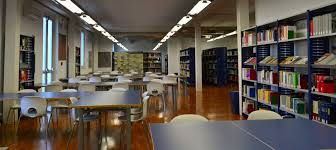
Locale interno Biblioteca Metropolitana Emilio Lussu

### Esplicative
1. ↑  Villa Clara, Monte Claro, strada Santa Maria Chiara derivano dal romitorio "Santa Maria de Claro" che dipendeva dalla Parrocchia di San Pietro Apostolo in Pirri, oggi scomparso di cui si ha traccia scritta fin dal 1442  Il santuario di Santa Maria Chiara, su sanpietroapostolopirri.it. URL consultato il 1º luglio 2023.
2. ↑  Archivio notarile di cagliari. 
Atto di vendita del podere di Villa Clara all’Amministrazione Provinciale di Cagliari, 20-07-1904, Notaio Carlo Serra Manunta. In regione S. Maria Clara: vigneti n° mappa 120, 121, 122.
In regione Santa Perdixeddu: aratori n° mappa 161, pascolo n° 162, 164.
Casa civil di villeggiatura, con giardino, col numero civico 119, 51 catastale vecchio, 163 Fornace di calce, n° civico 464, catasto 50, mappa n° 161.
Il tutto circondato da siepe viva e ben limitato da strade, fuorché nel lato più prossimo alla città, che confina con i n° di mappa 158 e 160, aratori di proprietà della famiglia Sanjust e al fabbricato adibito attualmente a Sezione del Manicomio, e a panificio, di fronte, cioè dalla parte dell’ingresso principale è limitato dallo Stradato di Vega e dal piazzale ora detto di Pirri, e dai lati della strada di S. Perdixeddi, e dalla strada di Masonis.
I venditori sono gli eredi di Augusto Ruisecco, al quale era stata attribuita la proprietà in odio di Ghiani il 23 aprile 1888, precedentemente posseduta dal Dott. Francesco Arrays il quale a sua volta la aveva ereditata dalla madre Boj nel 1852; gli eredi Ruisecco sono Maria, Luisa e Francesca Ruisecco tutte minorenni, morte del padre 1892.
L’Amministrazione Provinciale specificò il motivo dell’acquisto "acquistarsi per l’erezione di un manicomio" al prezzo di 71 mila.
3. ↑  La prima traccia cartografica di "Casa e vigna Villa Clara" compare nelle legende di due carte acquarellate del 1812-13 del Giuseppe Verani, oggi conservate nell'Archivio di Stato di Torino. Tuttavia, i riferimenti numerici riportano ad edifici posti lontani dal colle (privo di toponimo): in un caso nei pressi dell'attuale Piazza Galilei e nell'altro lungo la via Alberto Riva di Villasanta. cfr. Cagliari. L'immagine della città nella cartografia, nelle vedute e nell'arte sacra dal XVI al XIX secolo. Vol.I 2020, Ilisso, a cura di Rita Lodegana, Nuoro, ISBN 978-88-6202-386-3.
4. ↑  Il manicomio chiuse definitivamente il 18 marzo 1998.
5. ↑  Tra gli altri la cancellata monumentale dell'accesso al manicomio nella Via Romagna che oggi, dopo il restauro, caratterizza l'ingresso principale del Parco di Monte Claro di Via Diego Cadello.

### Bibliografiche
1. ↑   Anagrafe delle Biblioteche Italiane Ricerca, su anagrafe.iccu.sbn.it. URL consultato il 12 maggio 2021.
2. ↑   Catalogo online e Rete Indaco, su reteindaco.bibliotecamonteclaro.it. URL consultato il 1º luglio 2023.
3. ↑   Carta IGM CA000544 (JPG), su igmi.org. URL consultato il 1º luglio 2023.
4. ↑   Ospedale psichiatrico Villa Clara di Cagliari, su siusa.archivi.beniculturali.it. URL consultato il 5 luglio 2023 (archiviato dall'url originale il 14 settembre 2021).
5. ↑   Viaggio nel Manicomio di Cagliari: Villa Clara tra storie e orrori, su www.youtube.com. URL consultato il 5 luglio 2023.
6. ↑   Villa Clara il manicomio storico di Cagliari ieri e oggi, su cagliari.italiani.it. URL consultato il 6 luglio 2023.
7. ↑   Biblioteca Emilio Lussu – Villa Clara – Sistema Bibliotecario di Monte Claro, su www.bibliotecamonteclaro.it. URL consultato il 10 luglio 2022.